# Valsamata
Valsamata  este un oraș în Grecia în prefectura Kefalonia.